# Mariné Petrossian
Mariné Petrossian (arménien : Մարինե Պետրոսյան), née le 16 août 1960 à Erevan en RSS d’Arménie, est une poètesse, essayiste et journaliste arménienne,.

## Biographie
Mariné Petrossian est l'une des voix les plus singulières de la nouvelle poésie arménienne. Mariné Pétrossian est licenciée ès lettres de l’université d'État d'Erevan. Nourrie des littératures de l’Antiquité, passionnée par François Villon, elle commence à publier ses poèmes en 1987, à la fin de l’ère soviétique, dans la revue Karoun.
Mariné Petrossian a été écrivain en résidence à la résidence d'artistes Djerassi, à Woodside en Californie, en tant qu'artiste lauréate des bourses UNESCO-Aschberg (2005) ; au Q21, MuseumsQuartier de Vienne (2013) ; ainsi qu'au Omi International Arts Center à New York (2015).

### Poétesse
Le début de la carrière littéraire de Marine Petrossian coïncide avec la fin de l'Union soviétique.
Son premier livre a été publié à Erevan en 1993, deux ans seulement après l'indépendance de l'Arménie, ancienne République soviétique.
Les poèmes de ce volume ont été traduits en français par Vahé Godel et en 1995 les éditions françaises Comp'Act ont publié l'ouvrage J'apporterai des pierres de Marine Petrossian.
Encouragée par le succès du livre, une critique favorable, entre autres, a été publiée dans Le Monde, les Editions Comp'Act publient bientôt le deuxième livre de Marine Petrossian à Erevan en 2003.
Depuis lors, Marine Petrossian a publié quatre autres volumes de poésie en Arménie,,,,,.
En 2007 Marine Petrosyan a participé avec Tigran Paskevichyan aux séminaires de traduction de poésie de Farrera en Catalogne, à la suite desquels l'Institució de les Lletres Catalanes l'a récompensé en 2008. 
Le livre commun Una védez a l'hivern des deux auteurs a été publié à Barcelone. 
En 2015, l'éditeur argentin Audisea a publié Disparó el arma de Marine Petrossian, un recueil de poèmes traduits en espagnol par Alice Ter-Ghevondian.
La présentation du livre a eu lieu à la Bibliothèque nationale de la République argentine et le journal Página/12 a interviewé MarinevPetrossian.

### Essayiste
L’essai de Mariné Petrossian intitulé Antipoésie, ou quand le poète ne cherche pas d'alibi  a suscité d'intenses discussions dans les cercles littéraires arméniens,,.. 
Dans cet essai, Mariné Petrossian parle de « l'antipoésie » – une poésie qui ne ressemble pas à de la poésie et remet en question la notion dominante de poésie – et affirme qu'elle constitue la tendance dominante de la poésie arménienne contemporaine.
Mariné Petrossian est également connue en Arménie comme chroniqueuse. En 2007-2009, une période de développements politiques tendus avant et après l'élection présidentielle arménienne de 2008, elle a dirigé une chronique hebdomadaire dans le quotidien Haykakan Zhamanak (en), le principal journal d'opposition. Ses essais sur les questions politiques de l'époque ont eu un lectorat sans précédent et ont fait d'elle une personnalité publique en Arménie : de nombreux programmes télévisés l'invitent à commenter des questions d'intérêt public.
Ces essais ont ensuite été rassemblés dans son livre "l’Affiche rouge" (2011).

## Prix et reconnaissance
En 2007, Mariné Petrossian a reçu le prix « Tigran Hayrapetian » pour son essai (hy) Ինչու չի ավարտվում պատերազմը [« Pourquoi la guerre ne prend pas fin »].

## Ouvrages
- (hy) Բանաստեղծություններ, առաջին գիրք [« Poèmes, premier livre »], Yavruhrat Publishing,‎ 1993 (ISBN 9789939024950)
- J’apporterai des pierres (trad. Vahé Godel), Comp'Act, coll. « Morari », 1995 (ISBN 9782876611177)
- (hy) Կանոնական պատմություններ [« Histoires canoniques »], Zangak,‎ 1998
- Erevan, Poèmes, 1995-2001 (trad. Vahé Godel), Chambéry, Editions Comp’Act, coll. « Polygraphe », 2003 (ISBN 9782876612693)
- (hy) Հայաստանի ծովափին [« Sur la côte arménienne »], Actual art publishers,‎ 2006 (ISBN 99941-801-1-8)
- (ca) Marine Petrossian, Tigran Paskevichyan, Una vegada a l’hivern, Institució de les Lletres Catalanes, 2008 (ISBN 978-84-96716-95-7)
- (hy) Կարմիր աֆիշ [« L’Affiche rouge »], actual art,‎ 2011 (ISBN 978-9939-816-22-7)
- (hy) Սալաթ կրակոցներով [« Salade de tirs »], actual art,‎ 2011 (ISBN 978-9939-816-23-4)
- (hy) Ատրճանակը կրակեց [« L'arme a tiré »], actual art,‎ 2014 (ISBN 978-9939-816-54-8)
- (es) Disparó el arma, audisea, 2015 (ISBN 978-987-45617-2-5)